# Artiom Zelenkov
Artiom Zelenkov (en russe : Артём Зеленков) est un joueur russe de volley-ball né le 21 janvier 1985 à Nevel (oblast de Pskov, alors en URSS). Il mesure 1,84 m et joue libero.

## Clubs
| Club                      | De        | À         |
| ------------------------- | --------- | --------- |
| Spartak Saint-Pétersbourg | 2009-2010 | 2010-2011 |
| Dinamo Krasnodar          | 2011-2012 | ...       |